# HD 99574
HD 99574，又名CP-52 4567，SAO 239074、HR 4417，是一颗恒星，视星等为5.81，位于銀經290.32，銀緯7.63，其B1900.0坐标为赤經11h 22m 7.6s，赤緯-52° 7.63′ 37″。